# Vol'skij rajon
Il Vol'skij rajon (in russo Вольский район?) è un rajon dell'Oblast' di Saratov, nella Russia europea; il suo capoluogo è Vol'sk.